# خبرچین (ترانه)
«خبرچین» (به انگلیسی: Informer) ترانه‌ای از رپر کانادایی اِسنو و یکی از قطعه‌های اولین آلبوم استودیویی او با نام ۱۲ اینچ برف است. تهیه‌کنندهٔ این ترانه ام‌سی شان است که اجرای یک بخش رپ‌خوانی در آن را هم بر عهده دارد.
«خبرچین» در تمام دنیا بیش از ۸ میلیون نسخه فروش داشته و در ایالات متحدهٔ آمریکا و کانادا به‌ترتیب گواهی‌های پلاتینیوم و ۳ بار پلاتینیوم دریافت کرده‌است. این قطعه در زمان انتشارش در ایالات متحده برای ۲۵ هفته جزو ۱۰۰ تک‌آهنگ داغ بیلبورد بود و برای ۷ هفتهٔ متوالی صدرنشین آن جدول بود. «خبرچین» در بریتانیا هم عملکردی موفقیت‌آمیز داشت و به‌مدت ۹ هفته جزو ۱۰ تک‌آهنگ پرفروش روز بود. این تک‌آهنگ در زمان انتشارش در سوئیس، آلمان، سوئد، نروژ، استرالیا و نیوزیلند شمارهٔ یک چارت‌های موسیقی شد و در بلژیک، هلند و اتریش تا ردهٔ دوم جدول‌های فروش صعود کرد.

## محتوا
اِسنو در ۲۰ سالگی به‌خاطر کتک زدن یک نفر در بار ۸ ماه زندانی شده‌بود و این قطعه را راجع به خبرچین‌های داخل زندان نوشته‌است. او که به گفتهٔ خودش در یک محلهٔ جامائیکایی‌نشین رشد کرده‌است کلمات انگلیسی این ترانه را با لهجهٔ جامائیکایی ادا می‌کند. مدتی پس از پخش ویدئوی «خبرچین» ام‌تی‌وی از ناشر اثر درخواست کرد متن ترانه را به آن‌ها بدهد تا زیرنویس کنند و بینندگان بفهمند اِسنو چه می‌گوید. «خبرچین» یکی از اولین ویدئوهایی بود که اِم‌تی‌وی آن را با زیرنویس پخش کرد.